# Warnowwerft Warnemünde
Der VEB Warnowwerft Warnemünde war der größte Werftbetrieb der DDR im VE Kombinat Schiffbau Rostock, beauftragt mit dem Bau von Hochseeschiffen (Container, LoRo) in Rostock-Warnemünde, heute Mecklenburg-Vorpommern, die diesen offiziellen Namen am 1. August 1948 in der Sowjetischen Besatzungszone erhielt.

## Unternehmensgeschichte

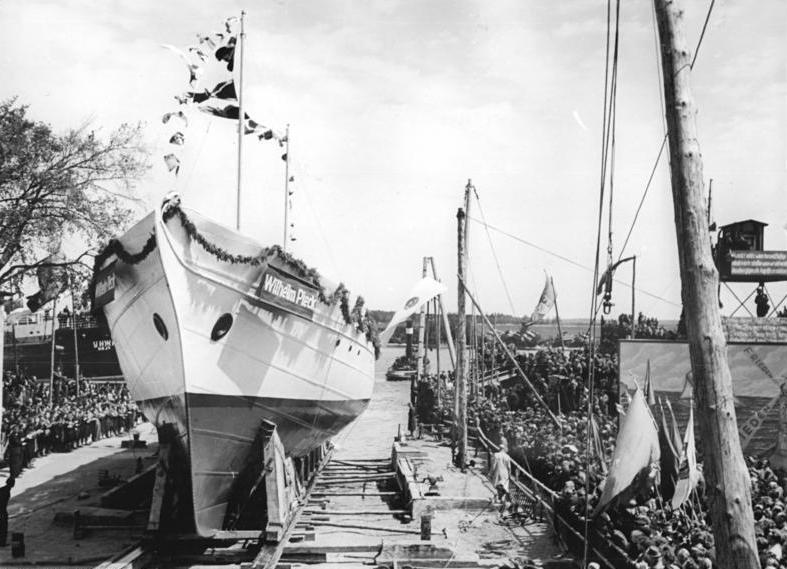
Stapellauf der Wilhelm Pieck am 26. Mai 1951

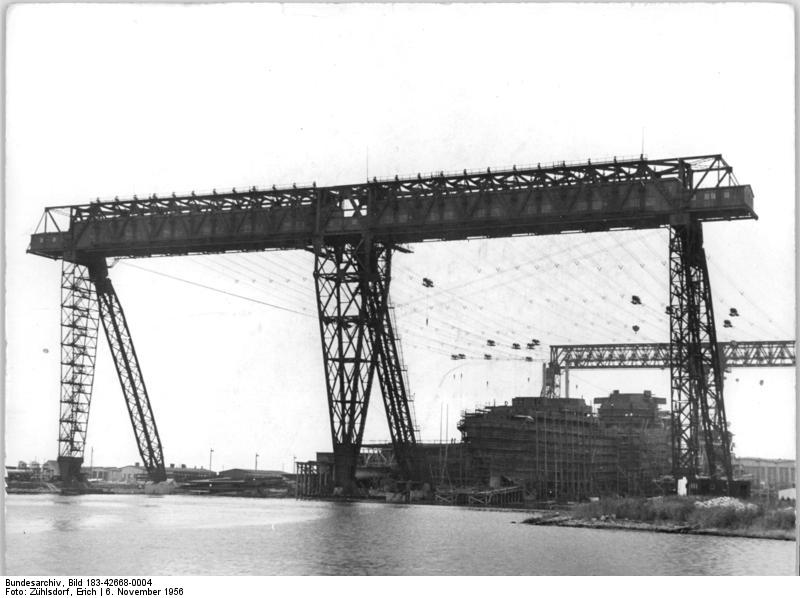
Ehemalige Kabelkrananlage der Werft

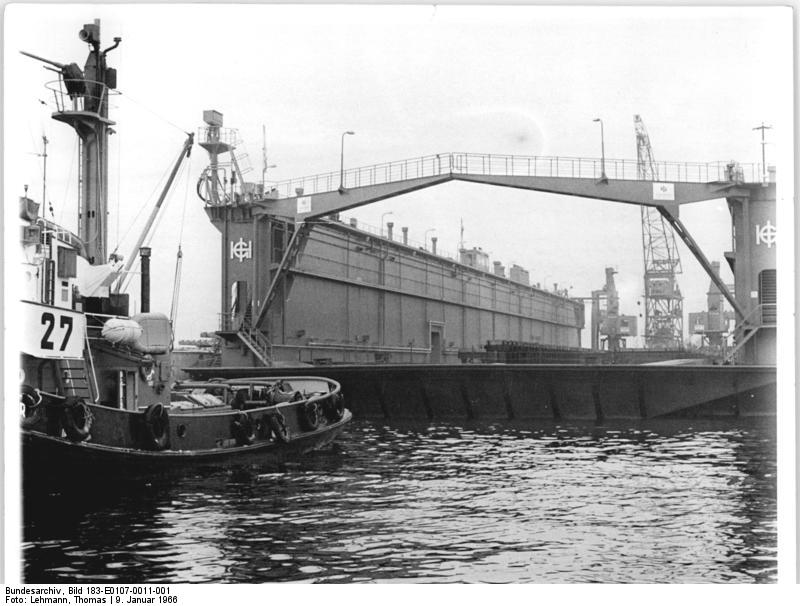
Schwimmdock der Werft

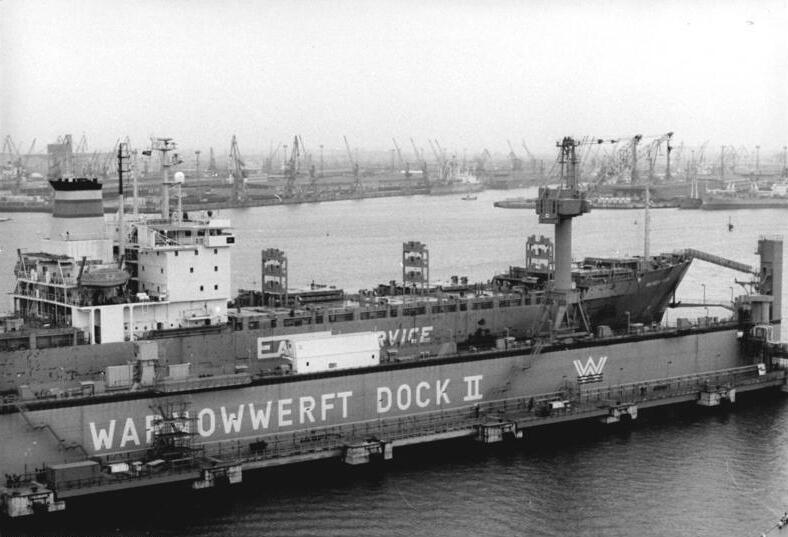
Schwimmdock der Werft

1945 begann in Warnemünde auf dem Gelände der früheren 1928 gegründeten Yacht- und Bootswerft Gebr. Kröger die Bootswerft Warnemünde mit dem Bau hölzerner Fischkutter für die Sowjetunion. Sie kam 1947 als Zweigwerft Warnemünde zur Reparaturwerft Wismar, wurde 1948 eigenständig und erhielt den Namen VEB Warnowwerft.

### Aufbau und Anfänge mit Schiffsreparaturen (1948)
Der VEB Warnowwerft Warnemünde wurde am 1. August 1948 gegründet, seine Werft liegt an der Mündung des Flusses Warnow im Norden der Hansestadt Rostock. Sie zählt zu den bedeutendsten Werften in Deutschland. Aufgebaut wurde die Werft Ende der 1940er Jahre mit dem Ziel, die sowjetische Fischereiflotte zu modernisieren und die durch den Krieg schwer angeschlagene sowjetische Handelsflotte wieder aufzubauen. Bereits auf der Jalta-Konferenz wurde dazu der Grundstein gelegt. In der sowjetischen Besatzungszone wurde alles per Befehl der Sowjetischen Militäradministration in Deutschland (SMAD) gelenkt und geleitet.
Am Ende des Zweiten Weltkrieges war die Lage dramatisch. 24,7 % der Wohngebäude und 42,2 % der wirtschaftlich genutzten Flächen der Stadt Rostock waren durch englische und amerikanische Bombenangriffe völlig zerstört. Auch das Gelände der Arado Flugzeugwerke war komplett verwüstet.
Lediglich die kleine Bootswerft der Gebrüder Kröger stand noch, diese befand sich am 1887 erbauten alten Hafenbecken. Aber die Eigner dieser Bootswerft waren in die westlichen Sektoren geflohen. Während des Krieges wurden hier unter anderem auch Sprengboote gebaut. Die Brüder Kröger waren während der Nazi-Diktatur Wehrwirtschaftsführer und Vertrauensleute der Gestapo. Sie beschäftigten auch Kriegsgefangene auf ihren Werften. Am 3. Januar 1945 wurde unter dem Kommando des sowjetischen Majors Pobegalow mit der Demontage der Restanlagen begonnen. Diese war im Oktober 1945 abgeschlossen und die Bootswerft hörte damit auf zu existieren.
Die sowjetische Stadtkommandantur beschloss die Errichtung eines neuen Werftbetriebs für die Produktion kleinerer Fischereifahrzeuge für ihre Fischfangflotten zur Verbesserung der Ernährungssituation ihrer Truppen. So begannen am 21. Mai 1945 die ersten 28 Arbeiter mit der Reparatur von Fischkuttern – wegen der allgemeinen Materialknappheit mit einfachsten Mitteln. Um die Arbeiten zu effektivieren und Vertrauen der Bevölkerung in die Besatzungsmacht und die neue deutsche politische Verwaltung zu schaffen, wurde die Bootswerft am 17. Oktober 1945 an die Stadtverwaltung Rostock übergeben. 70 Beschäftigte fanden Arbeit in der Werft, in der zu jener Zeit acht Fischkutter repariert wurden.
Am 22. Oktober 1945 liefen die ersten Neubauten vom Stapel: es waren zwei Halbjollen, die auf die Namen Gustav Sobottka und Kapitän Manow getauft wurden. Der Einsatz dieser Jollen war für die Warnemünder Fischereiflotte vorgesehen. Diese beiden Neubauten waren zugleich die ersten Neubauten im sowjetisch verwalteten Teil Deutschlands.
Auf Befehl Nr. 124 vom 30. Oktober 1945 und Befehl Nr. 126 vom 31. Oktober 1945 der SMAD wurde das Eigentum von Kriegsverbrechern durch die SMAD beschlagnahmt und unter Sequester (Zwangsverwaltung) gestellt. So auch das Eigentum der Gebrüder Kröger. Damit die Arbeiten in der Werft nicht wegen Materialmangel zum Erliegen kamen, wurde am 18. Dezember 1945 auf Befehl Nr. 173 der SMAD die Zuführung von Schiffbauern aus anderen Industriezweigen, sowie 700 Tonnen Flachstahl, Profileisen und Schnittholz für die Werft veranlasst.
Auf Befehl der SMAD am 30. April 1946 sollten in Warnemünde 18 Holzkutter für die Flotten der UdSSR gebaut werden. Am 21. Mai 1946 wurde auch die Verwaltung der Werft an die neu gebildeten deutschen Verwaltungsorgane übergeben. Im Mai 1946 kam einer der Kröger-Brüder nach Rostock zurück und forderte die Rückgabe der Werft. Nachdem mit dem Volksentscheid am 30. Juni 1946 die Enteignung von Kriegsverbrechern in Sachsen befürwortet wurde, beschloss auch die Belegschaft der mecklenburgischen Bootswerft auf einer Betriebsversammlung am 8. Juli 1946 eine Resolution: „Protest gegen die Bestrebungen und bestehenden Absichten, den Betrieb wieder an die früheren Eigner zurückzugeben“ (145 stimmten gegen die Rückgabe, 14 Enthaltungen, 1 stimmte für die Rückgabe) und die Werft wurde in Volkseigentum überführt.
Auf Befehl Nr. 93 der SMAD wurden die Schiffsreparaturwerft Wismar, die Waggonfabrik Wismar und die Bootswerft Warnemünde am 7. Juli 1947 zusammengelegt. Die Werft Warnemünde wurde ein Teil der Schiffs- und Reparaturwerft Wismar und firmierte als „Schiffsreparaturwerft Wismar, Landeseigener Betrieb, Zweigwerk Warnemünde“. Am 1. September 1947 traf das erste Reparaturobjekt in Warnemünde ein. Zunächst wurden im Zweiten Weltkrieg versenkte Schiffe gehoben, instand gesetzt und umgebaut. Am 29. Februar 1948 wurde der erste Holzkutter abgeliefert. Am 23. Juni 1948, auf Befehl Nr. 112 der SMAD, wurde die Warnemünder Werft wieder von Wismar getrennt und sollte bis zum 1. Mai 1949 als eigenständiger Betrieb ausgebaut werden. Gleichzeitig ordnete die SMAD in einem Jahresprogramm an, Schiffsreparaturen in Höhe von 15 Millionen DM durchzuführen. Außerdem wurde angewiesen, den Fischereischiffbau per 1. Januar 1949 einzustellen – der Beginn der Planwirtschaft. Am 1. August 1948 wurde der VEB Warnowwerft Warnemünde offiziell gegründet. Dies war der Beginn des planmäßigen Aufbaues und der Weiterentwicklung der Werft und deren Erzeugnissen.
Die beiden größten Objekte bis 1955 waren der Wiederaufbau des Passagierschiffes Hansa zur Sowjetskij Sojus und der Umbau der ehemaligen Hamburg zum Walfangmutterschiff Juri Dolgoruki.

### Produktion von Neubauten ab 1950/51
Nachdem am 2. August 1951 mit der Indienststellung das Segelschulschiff Wilhelm Pieck als erster Neubau an den Eigner übergeben worden war, begann die Produktion von Serienschiffen. Der Neubau von gleichartigen Schiffstypen wurde früh zu einer Serienfertigung entwickelt. 1960 war die Warnowwerft zum größten Schiffbaubetrieb der DDR herangewachsen und wurde zum Leitbetrieb des VVB Schiffbau. Der V/O Sudoimport, der Außenhandelsbetrieb der UdSSR, war der größte Kunde der ostdeutschen Werftindustrie. Geliefert wurde aber auch nach Jugoslawien, China, Rumänien und in die Tschechoslowakei. Außerdem wurden zahlreiche Schiffe für die Handelsflotte der DDR und den internationalen Markt, vor allem für westdeutsche Reedereien, gebaut. Ab 1959 wurde die Warnow-Werft mit anderen Schiffbaubetrieben in der DDR zur Vereinigung Volkseigener Betriebe (VVB) Schiffbau zusammengefasst. Im Folgejahr wurde das letzte wiederhergestellte Schiff aus der Kriegszeit in Fahrt gebracht. 1979 folgte die Umwandlung der VVB Schiffbau zum Kombinat Schiffbau Rostock. Bis 1986 wurden 320 Schiffe mit einem Rauminhalt von etwa 3,5 Millionen Bruttoregistertonnen gebaut.

#### Meilensteine
- 29. Oktober 1950: Beginn des Werftneubaus für den Bau von Schiffen von 10.000 twd Zulade-Fähigkeit und mehr
- 1950–1955: Großinvestitionen zum Aufbau einer Kabelkrananlage mit vier Hellingen, zur damaligen Zeit die größte Produktionsanlage im europäischen Schiffbau
- 31. Dezember 1953: 340 Mio. DM an Reparationsleistungen erbracht
- 14. Januar 1956: Stapellauf des ersten 10.000-t-Frachters im Auftrag des VEB Deutsche Seereederei Rostock. Der Name war symbolisch: Frieden
- 23. Juni 1957: Ablieferung des Frieden
- 12. Juli 1960: Ablieferung des Walfangmutterschiffes Juriy Dolgoruky (ehem. Passagierschiff Hamburg). Der Neuaufbau dieses Schiffes war die größte und teuerste Arbeit der Werft seit dem Zweiten Weltkrieg. Die Kosten beliefen sich auf 150,875 Mio. DM.
- 1970/1971: 15 Schiffe pro Jahr für den Export geliefert
- 16. Dezember 1975: Das erste Vollcontainerschiff wurde abgeliefert, die Khudozhnik Saryan vom Typ Mercur I
- 27. Mai 1987: Das erste von ursprünglich zehn geplanten Schiffen des Typs „Saturn“ für den VEB Deutfracht/Seereederei Rostock wurde auf den Namen Ernst Thälmann getauft und abgeliefert. Aufgrund der technischen Neuerungen wurde diese Serie als „Perspektivisches Schiff der Zukunft“ ausgezeichnet.

### Nach der Wende 1990 Warnowwerft Warnemünde GmbH
siehe Hauptartikel: Marinearsenal Warnowwerft

## Schiffe und Schiffstypen der Warnowwerft

### Liste der Reparaturen
| Umbau                                  | Schiff | Baujahr / Bauwerft                                           |
| -------------------------------------- | --- | ------------------------------------------------------------ |
| 1. September 1947 bis 22. Mai 1948     | Logger MARABU | 1934 Frerichs-Werft Einswarden                               |
| 1. September 1947 bis 22. Mai 1948     | Fischtrawler NALIM ex. HILDEBRANDT ex. WILHELM GRUENHAGE                                                                                            | 1921                                                         |
| 1. September 1947 bis 5. Dezember 1948 | Passagierschiff ASIA ex. SIERRA MORENA - 1934 ex. DER DEUTSCHE - 1946                                                                               | 25. Oktober 1924 Vulkan-Werft Bremen/Vegesack, Bau-Nr.: 612  |
| 11. Januar 1948 bis 27. Juni 1948      | Passagierschiff SIBIR ex. Sierra Salvada - 1917 ex. AVARE - 1924 ex. PEER GYNT - 1925 ex. NEPTUNIA - 1927 ex. OZEANA - 1945 ex. EMPIRE TARNE - 1946 | 24. Dezember 1913 Vulkan-Werft Bremen/Vegesack, Bau-Nr.: 560 |
| 1. Februar 1949 bis 1. Juni 1949       | SS FEOLENT (in Wismar fertiggestellt) | n/a                                                          |
| 20. Februar 1949 bis 1. August 1949    | SS LENINGRADSOVIET (in Wismar fertiggestellt) | n/a                                                          |
| 15. Oktober 1949 bis 10. Dezember 1953 | TS SOVIETSKIY SOJUS ex. ALBERT BALLIN - 01. Oktober 1935 ex. HANSA - 1949                                                                           | 16. Juni 1923 Blohm & Voss, Hamburg, Bau-Nr.: 403            |
| 7. Juni 1949 bis 1. April 1952         | Passagierschiff RUSS ex. CORDILLERA - 1949 | 8. August 1933 Blohm & Voss, Hamburg, Bau-Nr.: 494           |
| 12. August 1949 bis 9. März 1950       | Passagierschiff TULOMA ex. SASSNITZ | 1906 Stettin Shipyard                                        |
| 20. September 1949 bis 30. Januar 1951 | SS AUSEKLIS ex. MEZENJ ex. HOCHLAND | n/a                                                          |
| 19. Oktober 1949 bis 29. Oktober 1950  | SS LIGOVO ex. DAMP FIRE | n/a                                                          |
| 1. November 1949 bis 10. Juni 1951     | MV KARELIA | n/a                                                          |
| 15. Dezember 1949 bis 9. Juni 1951     | MT LENKORAN ex. ADOLF | n/a                                                          |
| 27. Juli 1950 bis 17. Juni 1951        | SS SOVJETSKIY GAVAN ex. SAMUEL A WORCESTER | 1943 Oregon S.B.Corp., Portland, USA                         |
| 7. November 1950 bis 12. Juli 1960     | Jury Dolgorukiy ex. Hamburg - 1950 | 27. März 1926 Blohm & Voss, Hamburg, Bau-Nr.: 473            |
| 26. Oktober 1950 bis 13. Januar 1953   | SS JAKUTIA ex. IMPERATOR PETR VELIKIY | 1913 John Brown & Co., Clydebank, UK                         |
| 30. November 1950 bis 7. Juni 1952     | MV MUDJUG | n/a                                                          |
| 19. August 1950 bis 18. November 1950  | SS MARIA | n/a                                                          |
| 3. September 1951 bis 7.1954           | Admiral Nachimow ex. Berlin | 1925 Vulkan-Werft, Bremen/Vegesack                           |

### Liste der Neubauten

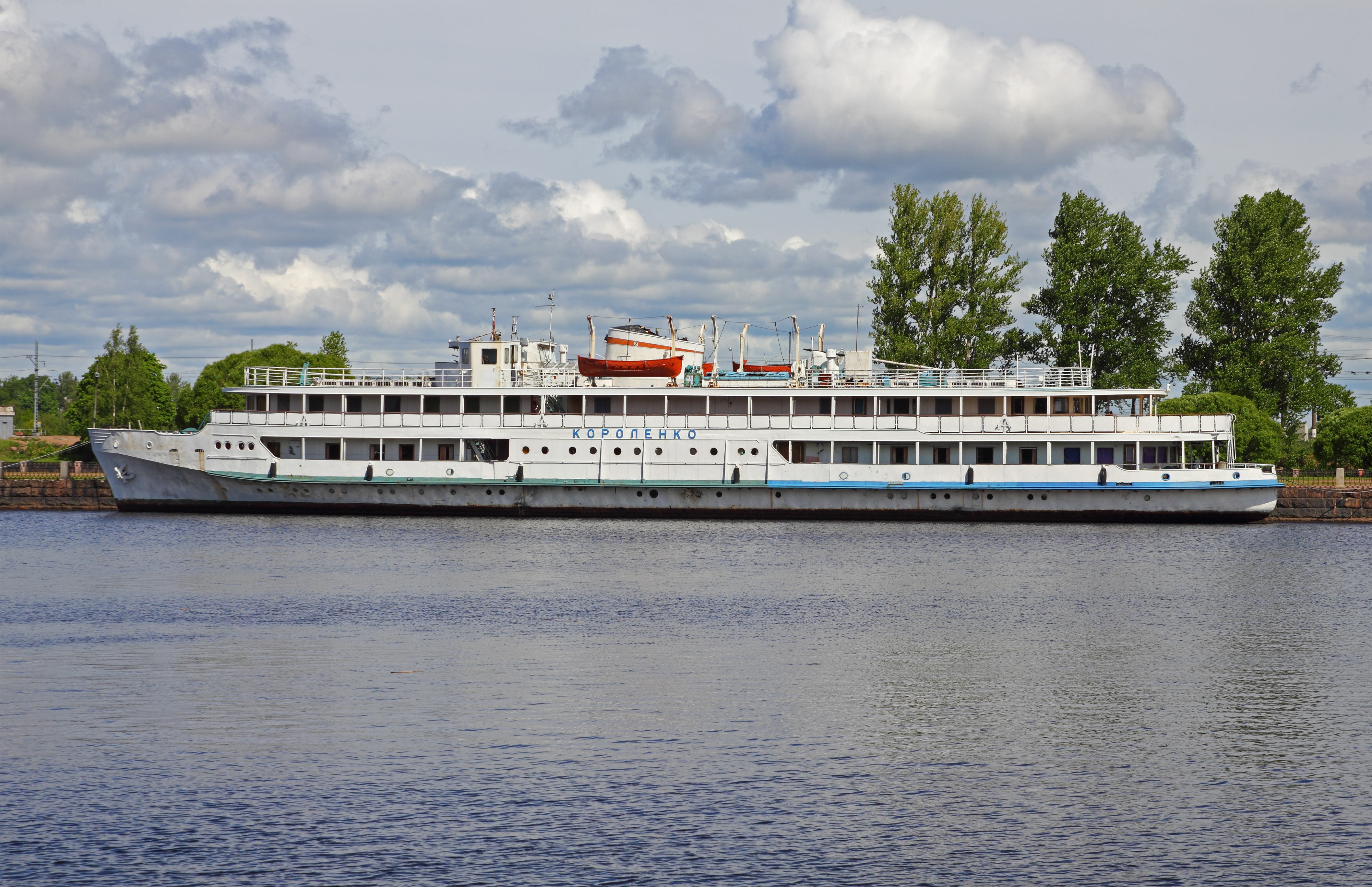
Die Korolenko (BiFa Typ B) vor Wyborg

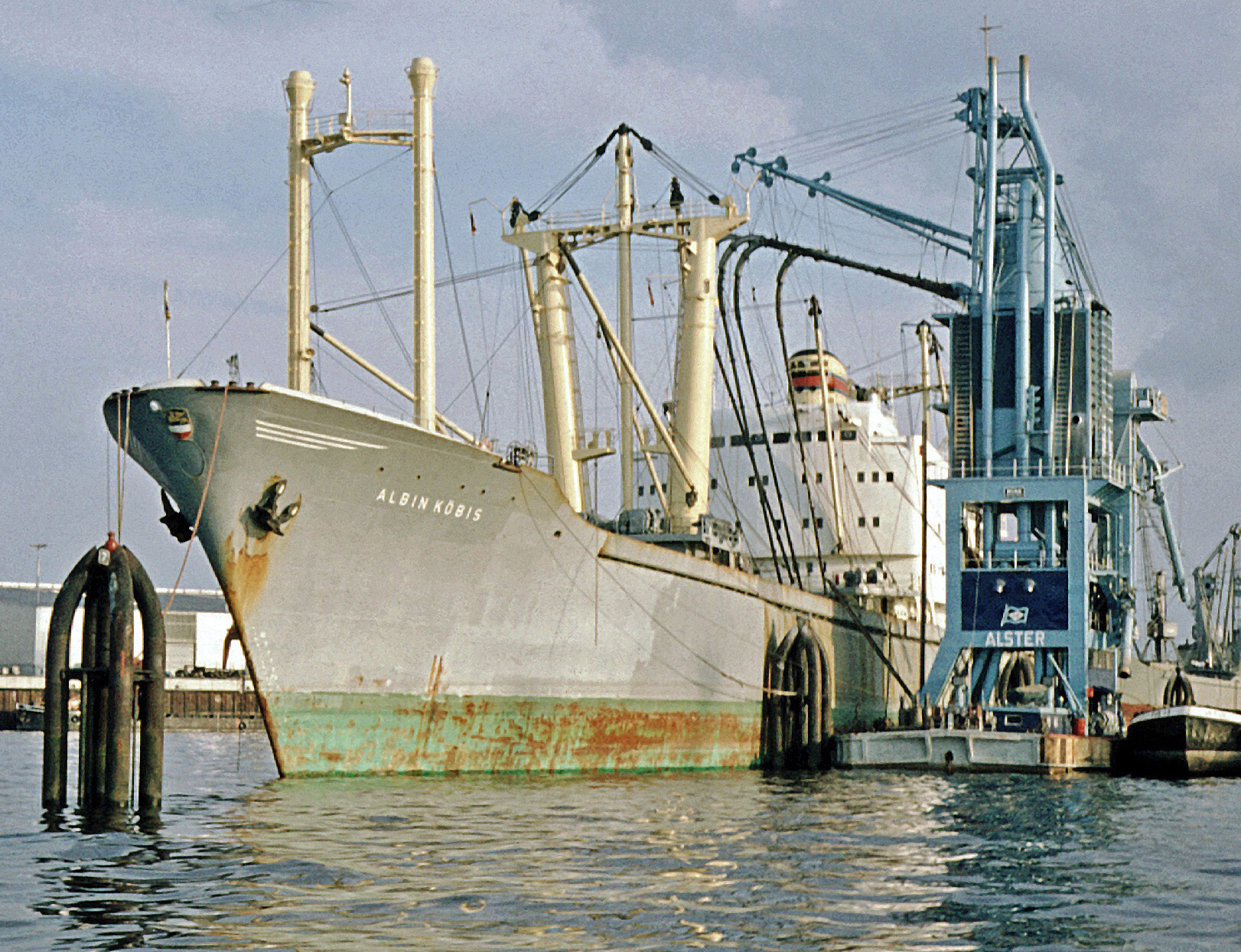
Die Albin Köbis (Typ X)

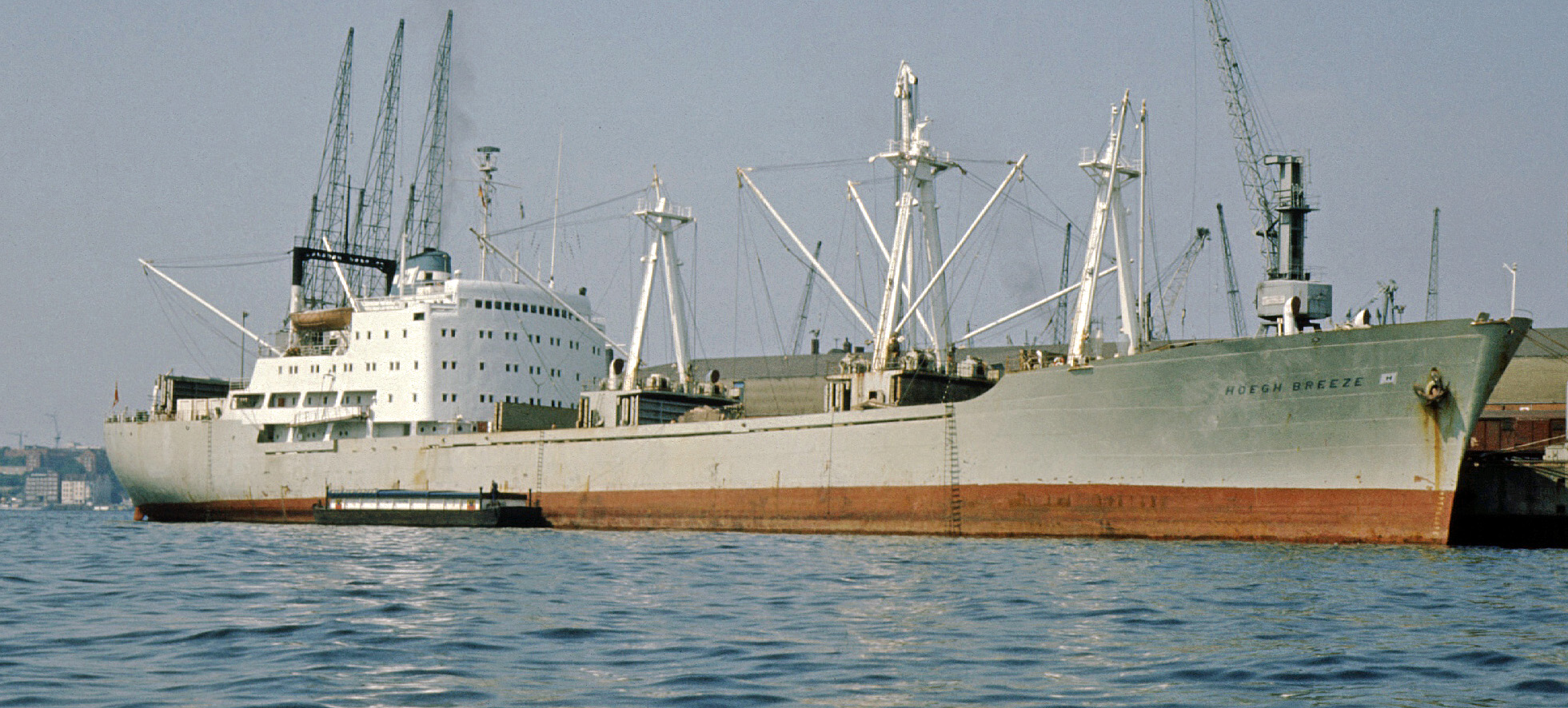
Die Höegh Breeze (Typ VI)

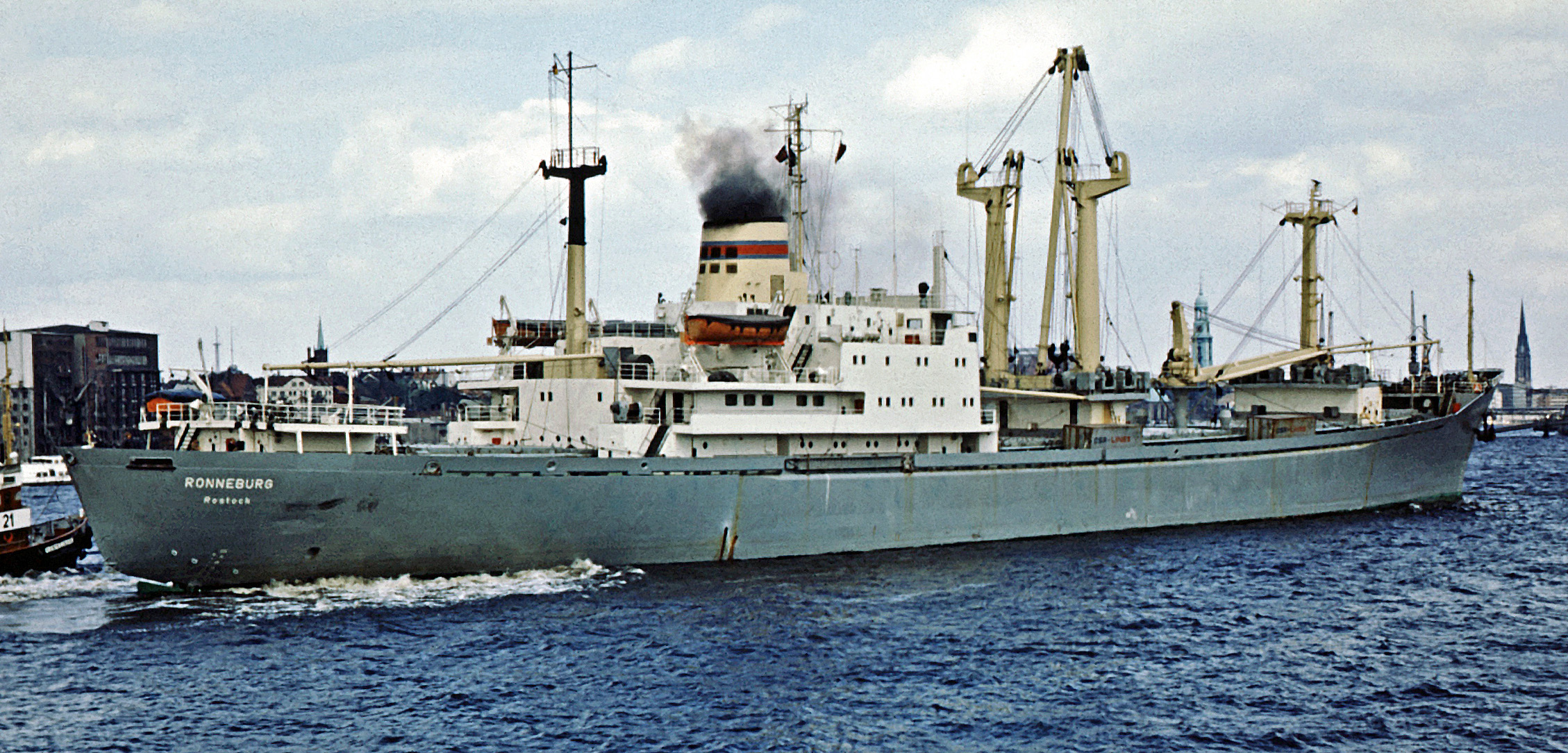
Die Ronneburg (Typ XD)

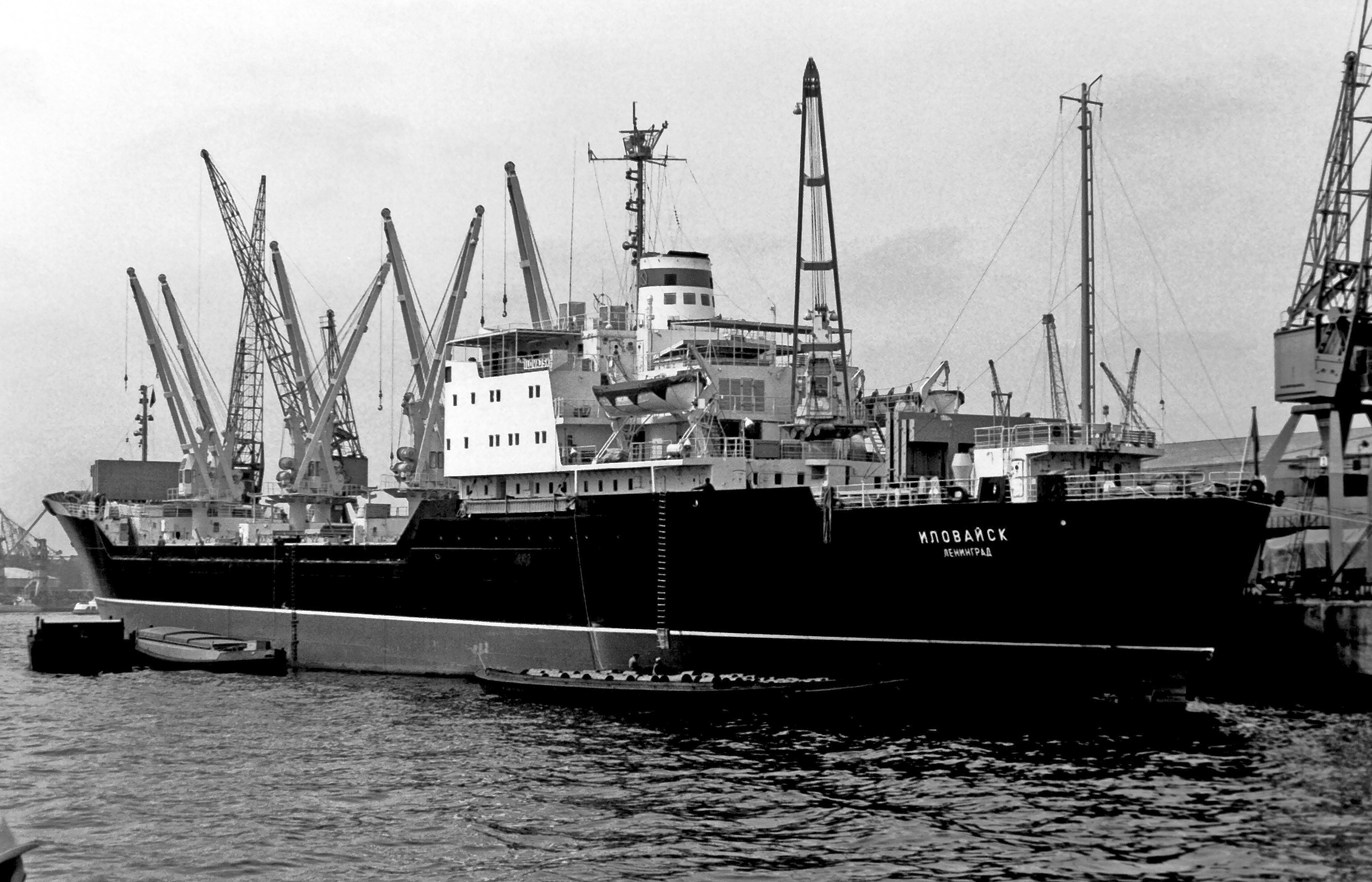
Die Ilovaysk (Typ 17)

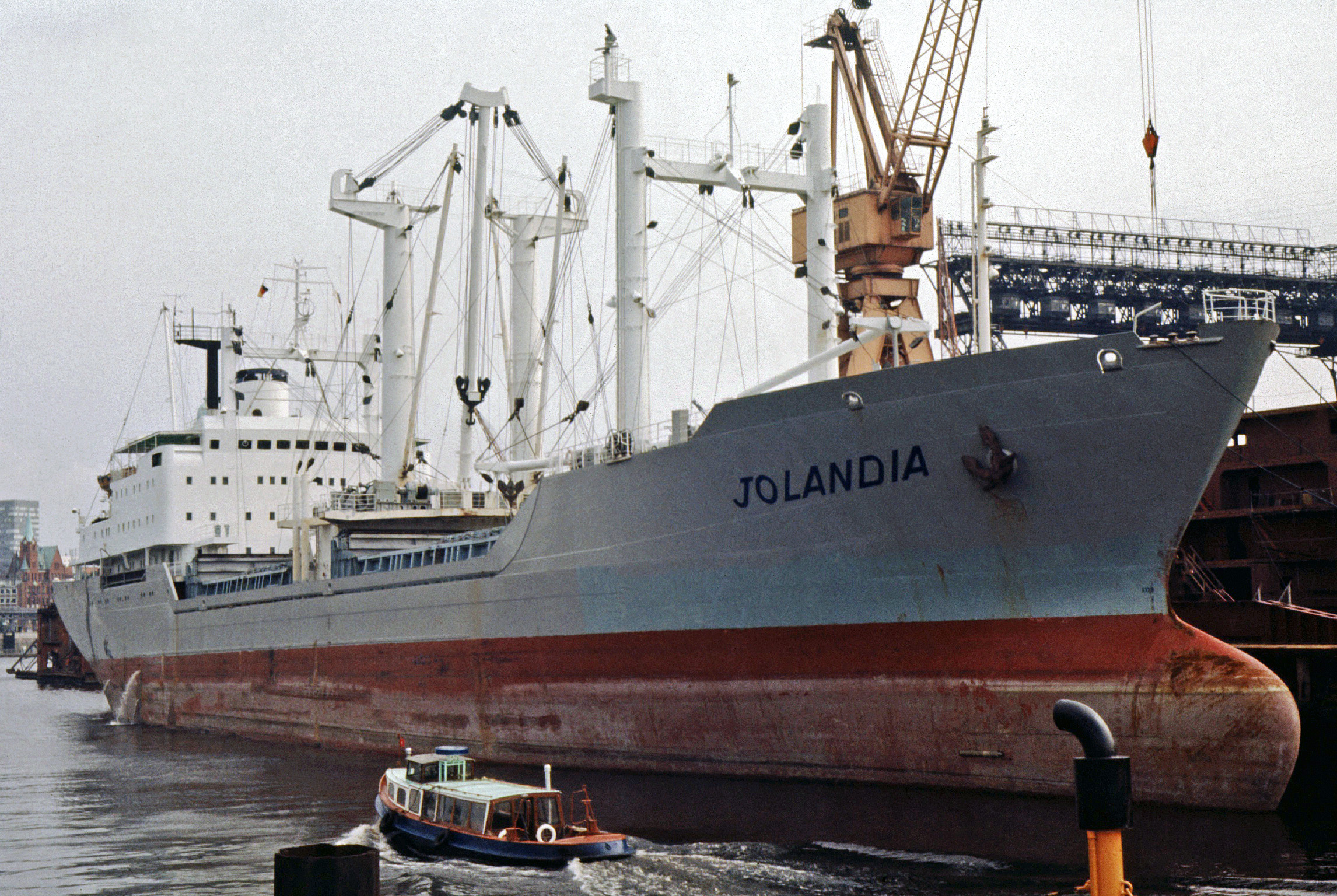
Die Jolandia (Typ Ozean)

| Bauzeitraum | Schiffstyp           | Typenbezeichnung            | Seriengröße                               |
| ----------- | -------------------- | --------------------------- | ----------------------------------------- |
| 1948–1949   | Fischkutter          | Type D                      | 18                                        |
| 1951        | Segelschulschiff     | Wilhelm Pieck               | 1                                         |
| 1953–1956   | Binnenfahrgastschiff | Typ B                       | 15                                        |
| 1954–1956   | Schwimmkran 50 Mp    | SK 50                       | 7                                         |
| 1955–1957   | Schwimmkran 15 Mp    | SK 15                       | 11                                        |
| 1956        | Schlepper            | Scholle                     | 1                                         |
| 1957–1961   | Stückgutfrachter     | Typ IV                      | 15, 3 Varianten,                          |
| 1958–1959   | Bulker               | Typ K+E I/Serie Ugleuralsk  | 9                                         |
| 1960–1963   | Bulker               | Typ K+E II/Serie Dzhankoy   | 17                                        |
| 1961–1963   | Bulker               | Typ IX                      | 6, 2 Varianten                            |
| 1961        | Staatsyacht          | Ostseeland II               | 1                                         |
| 1962–1966   | Stückgutfrachter     | Typ X (Typ X-A ... Typ X-C) | 16, 3 Varianten                           |
| 1963–1969   | Stückgutfrachter     | Typ VI                      | 31, 4 Varianten                           |
| 1965        | Tankreinigungsschiff | Molch                       | 1                                         |
| 1966/1978   | Schwimmkran 100 Mp   | Greif, Goliath              | 3 Einheiten zusammen mit der Neptun-Werft |
| 1967–1969   | Stückgutfrachter     | Typ XD                      | 16                                        |
| 1968–1970   | Stückgutfrachter     | Typ 17                      | 12                                        |
| 1970        | Stückgutfrachter     | Typ 17 B                    | 5                                         |
| 1971–1972   | Stückgutfrachter     | Typ 17 B 2                  | 9                                         |
| 1970–1971   | Stückgutfrachter     | Typ 17 K 1 D                | 4                                         |
| 1971–1972   | Stückgutfrachter     | Typ 17 K 1 E                | 4                                         |
| 1969–1970   | Stückgutfrachter     | Typ Pazifik                 | 3, 2 Varianten                            |
| 1970–1980   | Stückgutfrachter     | Typ Ozean                   | 34                                        |
| 1971–1975   | Schnellfrachter      | Typ Indik                   | 8, 2 Varianten                            |
| 1972–1974   | Stückgutfrachter     | Typ Meridian I              | 4                                         |
| 1976–1981   | Semicontainerschiff  | Typ Meridian II             | 25, 3 Varianten                           |
| 1972–1977   | Semicontainerschiff  | Typ Mercator                | 21, 2 Varianten                           |
| 1975–1979   | Containerschiff      | Typ Mercur I                | 10                                        |
| 1977–1981   | Arcticfrachter       | Typ UL-ESC                  | 13                                        |
| 1981–1984   | Arcticfrachter       | Typ UL-ESC II               | 14                                        |
| 1979–1985   | Semicontainerschiff  | Typ Monsun                  | 15, 2 Varianten                           |
| 1982–1985   | Semicontainerschiff  | Typ Mercur II               | 10                                        |
| 1983–1994   | Lo-Ro-Frachter       | Typ Lo/Ro 18                | 28, 4 Varianten                           |
| 1985–1987   | Semicontainerschiff  | Typ Äquator-WW              | 7, 2 Varianten                            |
| 1987–1990   | Semicontainerschiff  | Typ „Passat“                | 9, 2 Varianten                            |
| 1987–1989   | Containerschiff      | Typ Saturn                  | 4                                         |